# Pastel de nata
Pastel de nata (pastel de Belém), v plurálu pastéis de nata, jsou portugalské koláčky (dortíčky) plněné žloutkovým krémem. Připravují se z košíčků z listového těsta, které se naplní směsí připravené z mléka či smetany, vaječných žloutků, mouky, cukru, vanilkového extraktu a skořice. Tato směs se krátce povaří, dokud nezhoustne a nalije se do připravených košíčků z listového těsta, které se následně upečou při vysoké teplotě. 
Pastéis de nata pocházejí z Portugalska, kde byly poprvé připravovány v 19. století v Lisabonské čtvrti Santa Maria de Belém. Oblíbené jsou také v bývalých portugalských koloniích, jako je Macao nebo Brazílie, či v portugalských komunitách, které ve větší míře existují například v Kanadě, USA nebo Austrálii.